# Kunak
Kunak (cyr. Кунак) – wieś w Czarnogórze, w gminie Nikšić. W 2011 roku liczyła 14 mieszkańców.